# Dolichopus aubertini
Dolichopus aubertini är en tvåvingeart som beskrevs av Octave Parent 1936. Dolichopus aubertini ingår i släktet Dolichopus och familjen styltflugor. Inga underarter finns listade i Catalogue of Life.